# 西洞院時当
西洞院時当（にしのとういん ときあて/ときまさ、享禄4年（1531年） - 永禄9年（1566年）4月19日）は、室町時代後期の公卿。初名は西洞院時秀。

## 官歴
- 天文5年（1536年）：甲斐守
- 天文10年（1541年）：右兵衛権佐
- 天文11年（1542年）：従五位上
- 天文15年（1546年）：正五位下、但馬権守
- 天文16年（1547年）：少納言、侍従
- 天文17年（1548年）：遠江権守
- 天文18年（1549年）：従四位下
- 天文21年（1552年）：従四位上
- 弘治2年（1556年）：正四位下
- 永禄2年（1559年）：左兵衛督
- 永禄3年（1560年）：従三位

## 系譜
- 父：西洞院時長
- 養子：西洞院時慶（安心院僧正覚澄の子）